# Yakitori

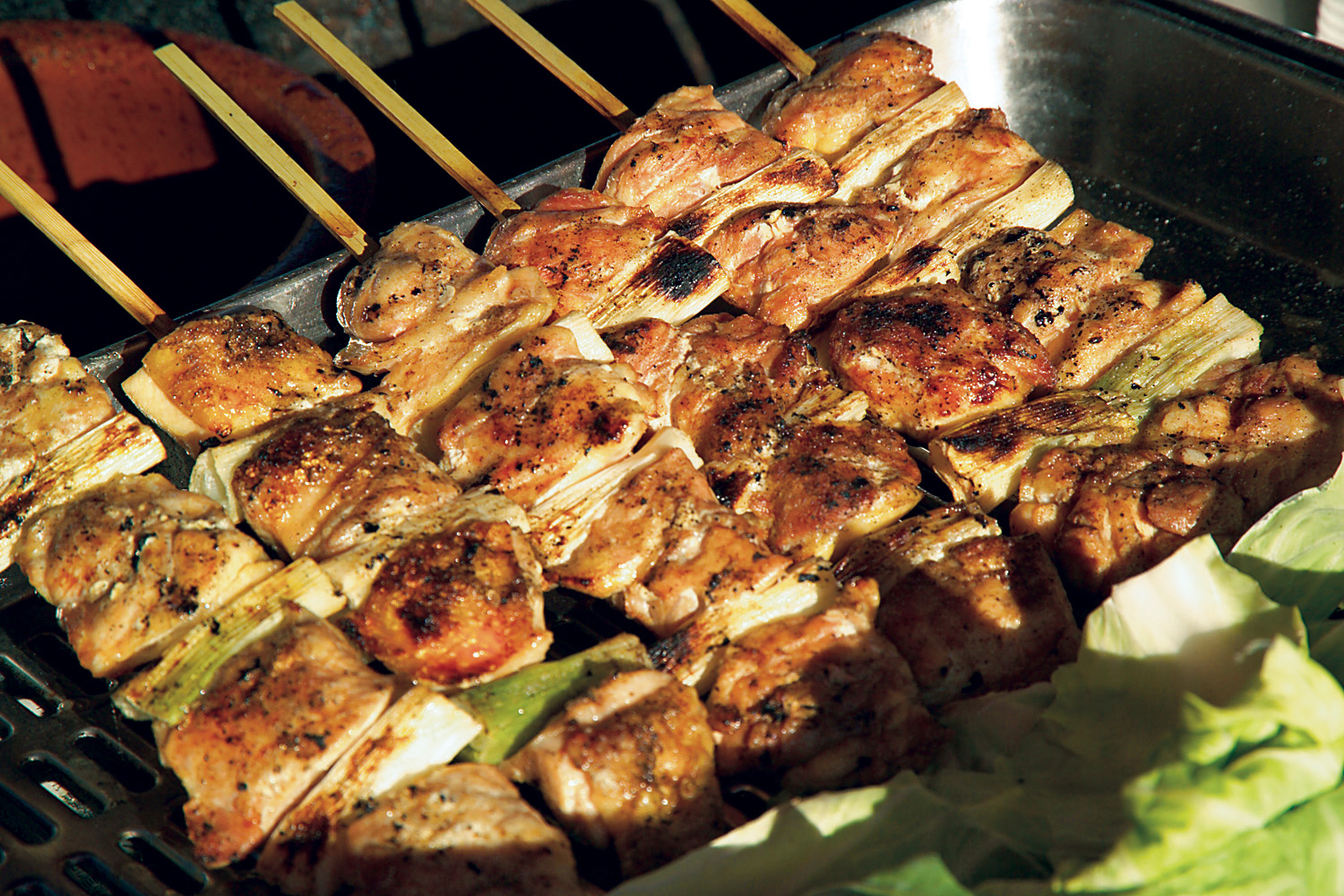
Yakitori auf einem Straßenstand in Osaka

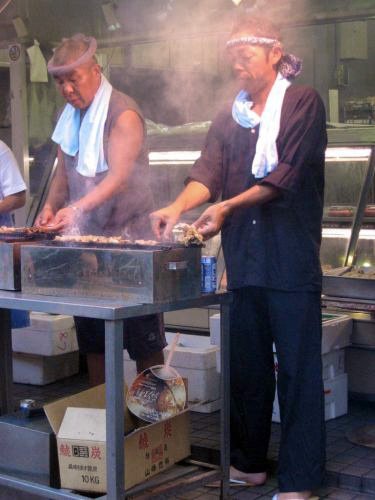
Yakitori-Brater bei einem Herbstfest in Yukigaya, Tokio 2003

Yakitori (jap. 焼(き)鳥, wörtlich: Gegrilltes Geflügel) ist die japanische Variante gegrillter Fisch-, Fleisch- und Gemüse-Spießchen.
Traditionelles Yakitori besteht ausschließlich aus Hühnchenteilen und Gemüse, aber im modernen Sprachgebrauch zählt auch jede andere Art von Fleisch, Fisch, Meeresfrüchten und vegetarischem Grillgut dazu, das auf Spießchen (kushi) aufgespießt und gegrillt wird. Yakitori wird üblicherweise mit Salz oder einer würzigen Sauce serviert, deren Grundbestandteile Mirin, Sojasauce und Zucker bilden. Die Sauce wird auf das aufgespießte rohe Fleisch aufgetragen; nach dem Grillen wird es zusammen mit der übrigen Sauce serviert. Typische zusätzlich gereichte Würzmittel sind Shichimi und gemahlener Sanshō. Yuzukoshō ist ebenfalls beliebt.

## Verbreitete Yakitori-Gerichte
- Yotsumi (四つ身, Fleisch vom Hühnerschenkel)
- Sasami (ささみ, Hühnerbrust)
- Negima (ねぎま, Hühnerschenkelfleisch und Lauchzwiebel)
- Bonjiri (ぼんじり, Bürzel)
- Hatsu (ハツ, Herz)
- Sunagimo (砂肝, Muskelmagen)
- Nankotsu (軟骨, Hühnchenknorpel)
- Tsukune (つくね, Hühnchen-Fleischbällchen)
- Torikawa (とりかわ, Hühnchenhaut)
- Tebasaki (手羽先, Hühnchenflügel)
- Ikada (筏, Winterzwiebel)